# 鈍吻草䲁
鈍吻草䲁（學名：Clinus cottoides），為輻鰭魚綱䲁形目胎䲁科草䲁屬的一個種，分布於東南大西洋南非海域，本魚身體略扁，頭部相對較小，鼻子呈楔形，輪廓角鈍，每隻眼睛上方有4-5支觸鬚，前4-5個背棘比其餘的則稍短，棘之間的膜上沒有缺口，顏色通常為黃色至深棕色，帶有4至7條明顯的條紋，兩條深色條紋從眼睛向鰓蓋延伸，幼魚時，這些線條被間歇的藍色斑點隔開，鰓蓋上有一個黑點，背鰭硬棘31-36枚、背鰭軟條4-6枚、臀鰭硬棘2枚、臀鰭軟條21-25枚，體長可達12公分，棲息在潮間帶潮池，屬雜食性，以藻類、甲殼類、軟體動物和多毛類等為食，雌魚產附著性卵，雄魚會守護卵，幼魚為浮游性，生活習性不明。